# Амегино, Флорентино
Флорентино Амегино (исп. Florentino Ameghino, 19 сентября 1853, Монелья, Италия — 6 августа 1911, Буэнос-Айрес) — аргентинский натуралист, палеонтолог, антрополог и зоолог.
Автор фундаментальной классификации доисторической фауны Южной Америки.

## Биография
Флорентино Амегино вырос в семье итальянских эмигрантов. Вместе с братьями Карлосом и Хуаном считается одним из основателей южноамериканской палеонтологии. 
Изучал науки о природе самостоятельно, интересовался южной пампой. С 1887 года интенсивно изучал находки из Патагонии, куда его брат Карлос совершил 14 экспедиций. Собрал одну из крупнейших для своего времени коллекций ископаемых образцов, на которую опирался в своих геологических и палеонтологических исследованиях. Также изучал проблему возможного присутствия человека в доисторической Южной Америке, высказал на эту тему ряд гипотез, не принятых современными учёными (включая существование вида Homo pampeanus).
Получил должности профессора зоологии в Университете Кордобы, заместителя директора Музея Ла-Платы и директора Музея естественных науки Бернардино Ривадавия в Буэнос-Айресе.
Умер от диабета.

## Память
В честь Флорентино Амегино названы: 
- кратер Амегино на Луне
- Улица в Ла-Плата (город)
- Палеонтологический журнал Ameghiniana
- Плотина Флорентино-Амегино[исп.] на реке Чубут.

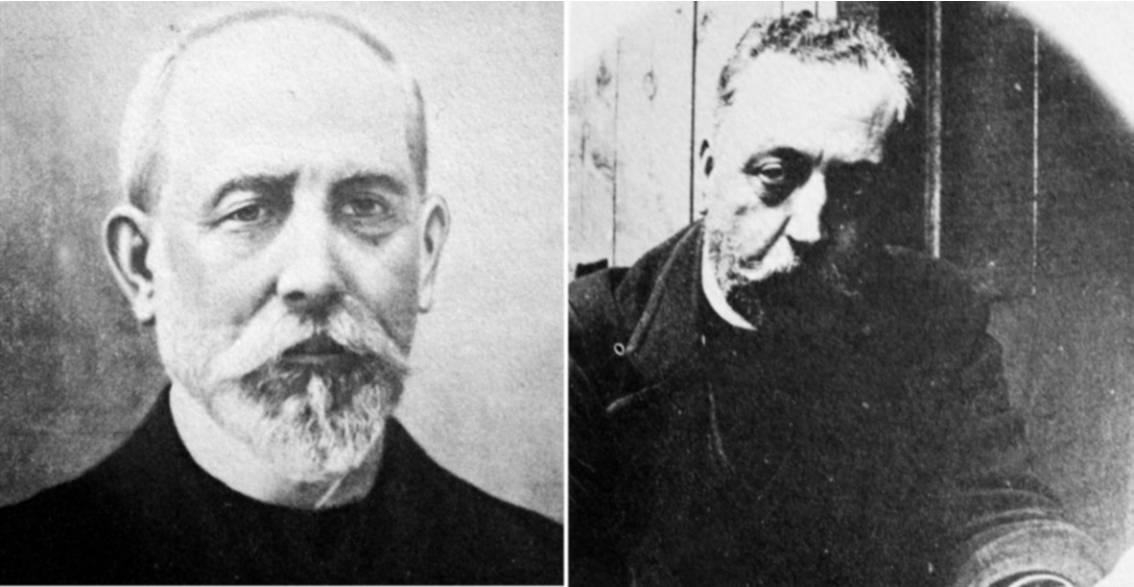
Florentino Ameghino
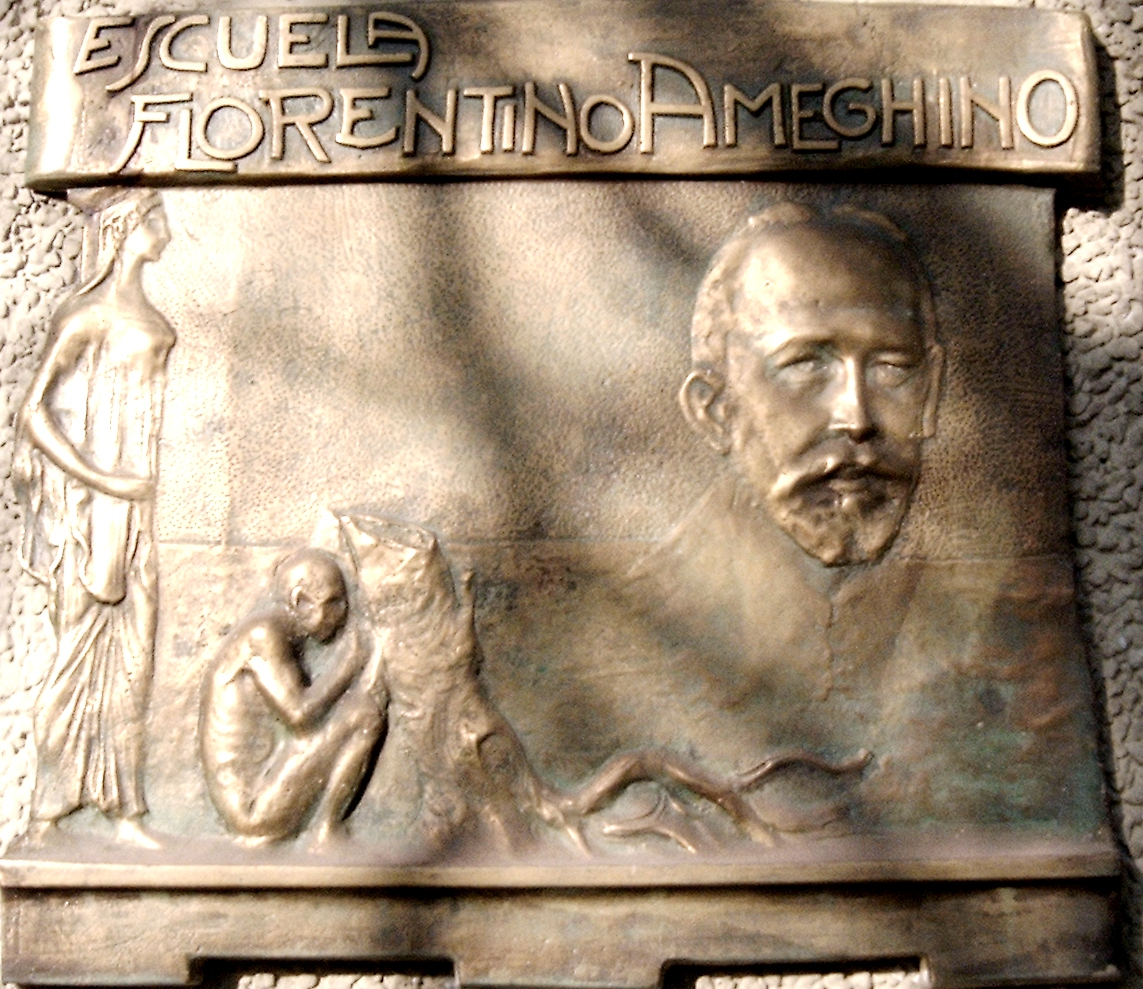
Мемориальная доска в честь Амегино, скульптор Эрминио Блотта